# 1958 في التلفزيون البريطاني
هذه قائمة بالأحداث المتعلقة التي حدثت بالتلفزيون البريطاني منذ عام 1958.

## الأحداث

### يناير
- 14 يناير - تم بث TWW ، أول امتياز ITV لجنوب ويلز وغرب إنجلترا، على الهواء.

### فبراير
- 17 فبراير - البابا بيوس الثاني عشر يعيّن القديسة كلير الأسيزي شفيع التلفزيون.[1] بعد ذلك، قيل إن وضع أيقونتها على جهاز التلفزيون يؤدي إلى تحسين الاستقبال.
- 18 فبراير - تم عرض لقطات من لعبة Shrove Tuesday Atherstone Ball السنوية على شاشة التلفزيون لأول مرة.[2]

### مارس
- 31 مارس - الظهور الأول لمسلسل Starr and Company على بي بي سي، والذي تم تعيينه في شركة هندسية. يتم بث البرنامج لمدة تسعة أشهر.[3] [4]

### أبريل
- 14 أبريل - آلة تسجيل الفيديو المغناطيسية الحديثة Vision Electronic Recording Apparatus أو VERA لفترة قصيرة، تقدم عرضًا حيًا على الهواء في بانوراما حيث يجلس ريتشارد ديمبلبي بجوار الساعة، ويتحدث لبضع دقائق عن الطريقة الجديدة لتسجيل الرؤية بلحظة التشغيل. ثم يتم لف الشريط وإعادة تشغيله. الصورة مائيّة قليلاً، لكن يمكن مشاهدتها بشكل معقول، والتشغيل الفوري شيء جديد تمامًا.[5]

### مايو
- 5 مايو - أول إرسال تجريبي لخدمة تلفزيونية من 625 خطاً.

### يونيو
- لا أحداث.

### يوليو
- لا أحداث.

### أغسطس
- 30 آب / أغسطس - عرض التلفزيون الجنوبي، وهو امتياز ITV لجنوب إنجلترا، على الهواء.

### سبتمبر
- لا أحداث.

### أكتوبر
- 11 تشرين الأول (أكتوبر) - بدأ برنامج Grandstand الرياضي الطويل الذي يستمر بعد ظهر يوم السبت في خدمة تلفزيون BBC تم بثه حتى عام 2007.
- 16 أكتوبر / تشرين الأول - ظهر برنامج بلو بيتر ، أطول برنامج تلفزيوني للأطفال في العالم، في خدمة تلفزيون بي بي سي. يستمر البث حتى يومنا هذا.
- 28 أكتوبر - تم بث الافتتاح الرسمي للبرلمان على شاشة التلفزيون لأول مرة.

### نوفمبر
- 30 نوفمبر - أثناء البث المباشر لمسرح Armchair Theatre play Underground على شبكة ITV ، أصيب الممثل غاريث جونز بنوبة قلبية قاتلة بين اثنين من مشاهده أثناء وضع الماكياج.

### ديسمبر
- لا أحداث.

## لأول مرة

### خدمة تلفزيون بي بي سي / بي بي سي تي في
- 1 يناير - Big Guns (1958)
- 4 يناير - مسرح السبت (1958-1961)
- مرصد 2 فبراير (1958-1965)
- 24 يناير - كبرياء وتحامل (1958)
- 12 فبراير - أكثر من سرقة (1958)
- مارس - ستار وشركاه (1958)
- 7 مارس - يوميات صموئيل بيبس (1958)
- 11 أبريل الغرفة المشتركة (1958-1959)
- 22 أبريل - دوار السكة الحديد (1958-1962)
- 7 مايو -</img> نادي هيذر الأبيض (1958-1968)
- 13 مايو - اللعبة الخطرة (1958)
- 17 مايو - واجب ملزم (1958)
- 1 يونيو - مغامرات بن جن (1958)
- 14 يونيو - عرض الأسود والأبيض (1958-1978)
- 5 يوليو - لعبة عادلة (1958)
- 16 أغسطس - تشارلزوورث آت لارج (1958)
- 6 سبتمبر - جينينغز في المدرسة (1958)
- 12 سبتمبر - طريق البطل (1958)
- 14 سبتمبر - نساء صغيرات (1958)
- 29 سبتمبر - اتركه ل Todhunter (1958)
- 11 أكتوبر - المدرج الكبير (1958-2007)
- 16 أكتوبر - بلو بيتر (1958 إلى الوقت الحاضر)
- 4 نوفمبر - The Mad O'Haras (1958)
- 7 تشرين الثاني (نوفمبر) - صديقنا المشترك (1958-1959)
- 10 نوفمبر - سولو للكناري (1958)
- 11 تشرين الثاني (نوفمبر) تشارلي دريك (1958-1960)
- 4 ديسمبر - محقق خاص (1958-1959)
- 22 ديسمبر - Quatermass and the Pit (1958–1959)

### آي تي في
- 8 يناير- إيفانهو (1958-1959)
- 4 فبراير - إيست إند، ويست إند (1958)
- 21 فبراير - سيف الحرية (1958-1961)
- 18 مارس فندق إمبريال (1958-1960)
- 23 مارس - الحجارة القاتلة (1958)
- 30 مارس - حان الوقت لبيغي (1958)
- 26 أبريل - الحقيقة حول ميلاندينوس (1958)
- 30 يونيو - أنا وزوجتي (1958)
- 6 يوليو - اتصل بالرقم 999 (1958-1959)
- 13 سبتمبر - أوه بوي! (1958-1959)
- 13 سبتمبر - ماري بريتن (1958)
- 14 سبتمبر - الرجل الخفي (1958-1959)
- 19 سبتمبر - The Larkins (1958–1964)
- 20 سبتمبر - مغامرات ويليام تيل (1958-1959)
- 26 سبتمبر - تعليم آرتشي (1958-1959)
- 6 أكتوبر - كانونبول (1958-1959)
- 12 أكتوبر - بعد الساعات (1958–1959)
- مجهول
  - جولاد إي جان (1958-1964)
  - Torchy the Battery Boy (1958–1959)

## البرامج التلفزيونية المستمرة

### عشرينيات القرن الماضي
- بي بي سي ويمبلدون (1927-1939، 1946-2019، 2021-2024)

### الثلاثينيات
- سباق القوارب (1938-1939، 1946-2019)
- بي بي سي للكريكيت (1939، 1946-1999، 2020-2024)

### الأربعينيات
- شاهد مع الأم (1946-1973)
- تعال للرقص (1949-1998)

### الخمسينيات
- آندي باندي (1950–1970، 2002-2005)
- كل ما يخصك (1952-1961)
- راغ وتاج وبوبتيل (1953-1965)
- الأيام الخوالي (1953-1983)
- بانوراما (1953 حتى الآن)
- مغامرات روبن هود (1955-1960)
- كتاب مصور (1955-1965)
- ليلة الأحد في بلاديوم لندن (1955-1967، 1973-1974)
- اختر ما تريد (1955-1968، 1992-1998)
- ضاعف نقودك (1955-1968)
- ديكسون دوك جرين (1955-1976)
- ممتاز جدا (1955-1984، 2020 إلى الوقت الحاضر)
- نصف ساعة هانكوك (1956-1961)
- فرصة نوكس (1956-1978، 1987-1990)
- هذا الأسبوع (1956-1978، 1986-1992)
- مسرح الكرسي (1956-1974) [6]
- ماذا تقول الأوراق (1956-2008)
- لعبة الجيش (1957-1961)
- السماء في الليل (1957 إلى الوقت الحاضر)
- عرض نقار الخشب وودي (1957-1997)

## إنتهت في عام 1957
- رجال أصيص الزهور (1952-1958 ، 2001-2002)
- وودنتوبس (1955-1958)
- المتعلم إيفانز (1957-1958)
- المعيشة هو فوق (1957-1958)
- Six-Five Special (1957–1958)

## المواليد
- 10 يناير - كارولين لانجريش ، ممثلة
- 24 يناير - جولز هولاند ، موسيقي بريطاني
- 29 يناير - ليندا سميث ، كوميدي (توفي عام 2006)
- 11 فبراير - مايكل جاكسون ، مدير البث البريطاني
- 20 فبراير - الممثل البريطاني جيمس ويلبي
- 3 مارس - ميراندا ريتشاردسون ، الممثلة الإنجليزية
- 7 مارس - ريك مايال، الممثل الكوميدي والممثل (توفي عام 2014)
- 14 مارس - فرانسين ستوك، مقدمة البرامج الإذاعية والتلفزيونية والمؤلفة
- 21 مارس - غاري أولدمان ، ممثل إنجليزي
- 14 أبريل - بيتر كابالدي ، ممثل ومخرج اسكتلندي
- 3 مايو - ساندي توكسفيغ ، ممثلة كوميدية دنماركية المولد، ومؤلفة ومقدمة برامج إذاعية
- 17 مايو - بول وايتهاوس ، الممثل الكوميدي والممثل الويلزي
- 18 مايو - توياه ويلكوكس ، ممثلة ومغنية
- 22 مايو - دينيس ويلش ، الممثلة ومقدمة البرامج التلفزيونية
- 6 يوليو - جينيفر سوندرز ، ممثل كوميدي بريطاني
- 24 يوليو - جو ماكغان، ممثل
- 31 يوليو - سو جينكينز ، ممثلة
- 29 أغسطس - ليني هنري، فنان بريطاني
- 30 أغسطس - موريل جراي ، كاتبة ومذيعة وصحفية اسكتلندية
- 13 سبتمبر - بوبي دافرو، ممثل وكوميدي
- 18 سبتمبر - ليندا لوساردي، عارضة الأزياء والممثلة والمقدمة التلفزيونية البريطانية
- 21 سبتمبر
  - سيمون مايو ، مذيع إذاعي بريطاني
  - بيني سميث ، مذيعة تلفزيونية
- 25 أكتوبر - سيمون جيبس كينت، ممثل (توفي عام 1987)
- 31 أكتوبر - ديبي ماكجي، فنانة تلفزيون وراديو ومسرح
- 6 ديسمبر - نيك بارك ، صانع أفلام إنجليزي ورسام رسوم متحركة

## حالات الوفاة
- 30 نوفمبر - غاريث جونز، ممثل